# مايلز جان
مايلز جان (بالإنجليزية: Miles Cahn)‏ هو شخصية أعمال أمريكي، ولد في 18 أبريل 1921 في نيويورك في الولايات المتحدة، وتوفي في 10 فبراير 2017 في مانهاتن في الولايات المتحدة.